# District de Beimen
Le district de Beimen (chinois traditionnel : 北門區 ; pinyin : běimén qū ; anglais : Beimen District) est un district de la municipalité spéciale de Tainan.

## Histoire
L'ancien district de Beimen était auparavant une île barrière, située dans le lagon de Daofeng et à l'embouchure de la rivière Jishui ; ainsi, il est aussi désigné en tant qu'île de Beimen jusqu'en 1920. Si les archives relatent l'existence de cette île en tant que telle au XVIIIe siècle entre les règnes des empereurs Kangxi et Qianlong, elles mentionnent également qu'elle est ensuite connectée au littoral de l'île de Taïwan à l'époque de l'empereur Daoguang. Selon les estimations, cette modification géologique a eu lieu vers la fin du règne de Qianlong et le début de celui de son successeur, Jiaqing, soit autour de 1796.
L'origine du nom Beimen (litt. « porte du Nord ») n'est pas clairement définie, deux théories existant. Selon la première, l'île porte ce nom car elle se situait au nord de la grande ville environnante. Selon la seconde, elle était le point d'accès le plus au Nord de Qinfeng. Elle était en effet au carrefour de voies maritimes entre les ports du lagon de Taijiang et ceux du littoral taïwanais.
Ultérieurement au rattachement naturel des îles de Beimen et de Taïwan, la saliculture se développe sur le territoire.
Pendant la période de domination japonaise, l'île est désignée en tant que sous-préfecture de l'île de Beimen. Alors que le port local subit un ensablement progressif, elle est ensuite consacrée uniquement à la production de sel, son statut passant alors à celui de village. Après la Seconde Guerre mondiale, le village de Beimen est renommé canton de Beimen.
Le 25 décembre 2010, alors que le comté de Tainan fusionne avec la ville de Tainan, le canton de Beimen est restructuré en tant que district de Beimen.

## Géographie
Le district couvre une superficie de 44,10 km2.
Il compte 11 468 habitants d'après le recensement de mars 2016.